# Niederösterreichisches Barockmuseum
Das Niederösterreichische Barockmuseum des Niederösterreichischen Landesmuseums war von 1964 bis 2001 ein Museum im Schloss Heiligenkreuz in Gutenbrunn.

## Barockmuseum
Das Barockmuseum befand sich im Ost- und Nordtrakt des Schlosses.
Der ehemalige Gemäldebestand umfasste Werke von Martino Altomonte, Francesco Solimena, Johann Michael Rottmayr, Franz Anton Maulbertsch und Martin Johann Schmidt. Weiters barocke Graphiken und Kleinplastiken und Landschaftsbilder des späten 18. Jahrhunderts von Johann Christian Brand und Michael Wutky. Angeschlossen war die Sammlung Albert Figdor.